# پاول لوسپکایف
پاول بوریسی لوسپکایف (ارمنی: Պավել Բորիսի Լուսպեկաև; روسی: Па́вел Бори́сович Луспека́ев؛ ۲۰ آوریل ۱۹۲۷ – ۱۷ آوریل ۱۹۷۰) بازیگر ارمنی‌تبار اهل اتحاد شوروی بود. وی بین سال‌های ۱۹۵۶ تا ۱۹۷۰ میلادی فعالیت می‌کرد. پدر وی ارمنی و مادرش کازاک بود. کوتاه مدتی پس از اکران فیلم خورشید سفید بیابان به علت آنوریسم قلبی درگذشت و در گورستان شمالی سن پترزبورگ به خاک سپرده شد.

## گزیده فیلمشناسی
از فیلم‌ها یا برنامه‌های تلویزیونی که وی در آن نقش داشته‌است می‌توان به آثار زیر اشاره کرد.
- خورشید سفید بیابان (۱۹۶۹)
- فردا، در سوم آوریل… (۱۹۶۹)